# Bergamalı Kadrî

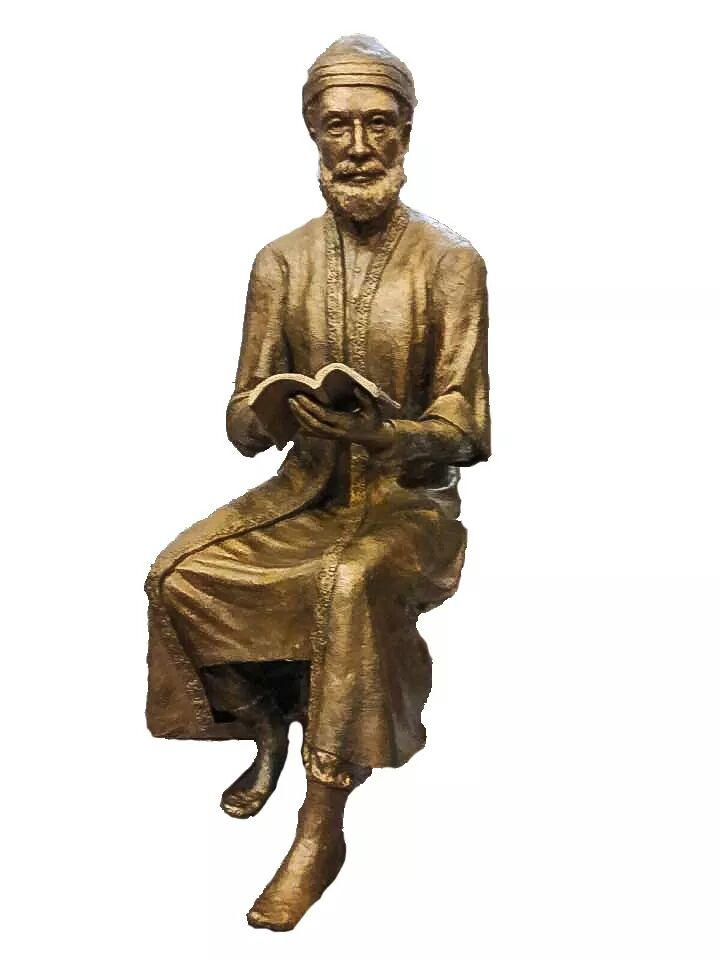
Bergamalı Kadrit ábrázoló szobor, Ekin Erkan műve. (2016)

Bergamali Kadri 16. századi török nyelvész, születési helye és ideje nem ismert, feltehetőleg Bergama városában született. 

## Munkássága
1530-ban ő fogalmazta meg a Müyessiretü'l-Ulum című  művet, mely az első török nyelvű, alapvető nyelvtani szabályokat tartalmazó könyv volt. Bergamali Kadri ezt a művét I. Szulejmán nagyvezírínek, Pargali Ibrahim pasának adta át ajándékként. Besir Atalay török író adta ki 1946-ban.
1938-ban  Bergamában nevét viselő általános iskolát nyitottak. A Török Köztársaság kikiáltása után ez volt az első ilyen tanintézmény, és bár több is épült, nagy részüket 1972-ben lebontották. Bergamalı Kadrî sok művét hagyta hátra, azonban ezeknek nagy része elveszett, vagy olvashatatlanná vált.